# Hen (pronome)

Grafica dei tre pronomi svedesi

Hen è un neologismo svedese usato come pronome personale di genere neutro. Viene usato quando il sesso di una persona è sconosciuto. In minore misura può essere indicato da tutti coloro i quali non si identificano nel pronome maschile (han) né in quello femminile (hon).

## Storia
La storia di questo pronome ha inizio nel 1996 quando il movimento femminista spinse affinché si creasse un pronome non legato al genere. Nel marzo 2015 l'Accademia svedese ha deciso di ufficializzare il pronome. La parola è in parte controversa, ma si sta ormai inserendo stabilmente nel vocabolo svedese. 